# 快轨程序
協商授權快速程序（英語：fast track negotiating authority），簡稱快速審批程序（英語：Fast-track）、快轨程序、快速道，2002年之後改稱貿易促進授權（英語：Trade promotion authority，縮寫為TPA），是美国国会給與美國總統進行某些國際性協議的蹉商特別授權，對於這些協議的結果，國會只能進行包裹審查與討論，表決是否接受，而不能修改其內容。這個權力首先由1974年貿易法案賦與，有效期限由1975年至1994年。2002年通過的《貿易法案》重新恢復了這項權力，期限直到2007年7月1日午夜；2015年，國會再度批准授權。
這個程序由國會發動，設定談判目標，之後賦與美國總統特別的蹉商授權，讓行政部門可以根據國會的要求，與其他國家進行談判，缔结贸易协定（trade agreements）。在完成談判之後，國會快速決定是否接受。這個程序讓國會跟行政部門的立場一致，以減少協議失敗的可能性。但是要獲得這項特別授權，需要先在國會中進行繁複的討論，並不是每次都會成功。

## 歷史
美國國會在1975年通過的1974年貿易法案中，創造了快速審批程序。這是一種用來审议某些贸易协定（trade agreements）的一种快速程序。這個法案授與的權力原先為期8年，將在1980年失效，但在1979年法案中，為了關稅暨貿易總協定（GATT）架構下的烏拉圭回合談判，重新展延8年期限，直到1993年失效。但在1994年4月16日，再度展延了8年期限。2005年，美國國會認為此法造成國會逐漸喪失對總統的監督權力，因此不願再給予延長，至2007年到期。2015年歐巴馬政府時期，國會再度批准授權，允許動用此權力處理《跨太平洋夥伴關係協議》相關議題。